# José Sánchez del Río

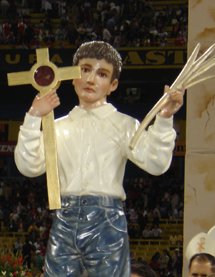
Relikviář Josého Sáncheze del Río

Svatý José Sánchez del Río (28. března 1913, Sahuayo – 10. února 1928, Michoacán) byl mladý mexický mučedník z období povstání kristerů.

## Smrt
Dobrovolně se připojil k protivládním povstalcům a byl zajat. V zajetí byl krutě mučen, aby se odřekl katolicismu. Protože to odmítl udělat, byl ubodán bajonety a zastřelen.

## Úcta
Jeho beatifikační proces započal dne 21. října 1996, čímž obdržel titul služebník Boží. Dne 22. června 2004 podepsal papež sv. Jan Pavel II. dekret o jeho mučednictví.
Blahořečen pak byl dne 20. listopadu 2005 spolu s dalšími dvanácti mexickými mučedníky na Estadio Jalisco v Guadalajaře. Obřadu předsedal jménem papeže Benedikta XVI. kardinál José Saraiva Martins. Dne 21. ledna 2016 byl uznán zázrak na jeho přímluvu, potřebný jeho svatořečení. Svatořečen pak byl dne 16. října 2016 na Svatopetrském náměstí papežem Františkem.
Jeho památka je připomínána 10. února.